# Anthurium roseospadix
Anthurium roseospadix är en kallaväxtart som beskrevs av Thomas Bernard Croat. Anthurium roseospadix ingår i släktet Anthurium och familjen kallaväxter. Inga underarter finns listade.